# Mahadula
Mahadula è una suddivisione dell'India, classificata come census town, di 18.246 abitanti, situata nel distretto di Nagpur, nello stato federato del Maharashtra. In base al numero di abitanti la città rientra nella classe IV (da 10.000 a 19.999 persone).

## Geografia fisica
La città è situata a 21° 24' 13 N e 79° 25' 29 E.

## Società

### Evoluzione demografica
Al censimento del 2001 la popolazione di Mahadula assommava a 18.246 persone, delle quali 9.417 maschi e 8.829 femmine. I bambini di età inferiore o uguale ai sei anni assommavano a 2.184, dei quali 1.103 maschi e 1.081 femmine. Infine, coloro che erano in grado di saper almeno leggere e scrivere erano 13.921, dei quali 7.673 maschi e 6.248 femmine.